# Boozoo Chavis
Wilson "Boozoo" Chavis fue un acordeonista, compositor y cantante norteamericano de zydeco, nacido en Lake Charles, Luisiana, el 23 de octubre de 1930, y fallecido el 5 de mayo de 2001, en Austin (Texas).
Boozoo es un nombre legendario del estilo, compositor de uno de los más famosas temas cajún: Paper in my shoe, grabado en 1954, al parecer en completo estado etílico. Fue el primer gran éxito del Zydeco, en la época de su explosión. Boozoo poseía un estilo primitivo, crudo y sin artificios.